# Мъглиж (община)
Община Мъглиж се намира в Южна България и е една от съставните общини на Област Стара Загора.

## География

### Географско положение, граници, големина
Общината се намира в северната част на Област Стара Загора. С площта си от 388,884 km2 е 7-ата по големина сред 11-те общини на областта, което съставлява 7,54% от територията на областта. Границите ѝ са следните:
- на север – община Трявна, Област Габрово;
- на североизток – община Велико Търново, Област Велико Търново;
- на изток – община Гурково;
- на югоизток – община Николаево;
- на юг – община Стара Загора;
- на запад – община Казанлък.

### Природни ресурси

#### Релеф
Релефът на общината е равнинен, ниско и средно планински, като територията ѝ попада в пределите на Стара планина, Казанлъшката котловина и Средна гора.
Около 2/3 от територията на община Мъглиж се заема от южните склонове на Средна Стара планина. На запад от долината на Мъглижка река (ляв приток на Тунджа) се простират югоизточните разклонения на Шипченска планина. Най-високата ѝ точка в пределите на общината е връх Българка 1445,1 m, разположен в крайния северозападен ъгъл на общината, на границата с община Казанлък. Районите разположени източно от долината на реката се заемат от югозападните части на Тревненска планина. На около 3 km югозападно от село Борущица се издига най-високият ѝ връх Панагюра 1330,4 m.
Южно от двете планини в пределите на общината попадат централните части на Казанлъшката котловина, където надморската височина варира от 300 до 350 m. Тук, източно от село Зимница, на границата с община Николаево, в коритото на река Тунджа се намира най-ниската ѝ точка – 276 m н.в.
Най-южната част на общината се заема от северните склонове на Сърнена Средна гора. Тук максималната височина е връх Горяла могила 656,6 m, разположен на границата с община Стара Загора.

#### Води
Основна водна артерия на община Мъглиж е река Тунджа, която протича през нея по южната периферия на Казанлъшката котловина, от запад на изток, покрай селата Ягода, Юлиево, Шаново и Зимница с част от горното си течение. В пределите на общината река получава четир по-големи притока:
– Мъглижка река (Селчанска река, 30 km, ляв). Тя извира под името Сухата река на 1330 m н.в. в Шипченска планина, в южното подножие на връх Българка. До хижа „Българка“ тече на североизток, след което постепенно завива на юг, като в този си участък протича през територията на община Трявна. По цялото си протежение служи като условна граница между Шипченска планина на запад и Тревненска планина на изток. Долината ѝ е много дълбока, като преди град Мъглиж образува забележителната Мъглижка клисура. В района на село Селце има малко долинно разширение. В този си участък долината ѝ се характеризира със стръмен релеф, изразен с високи стойности на относително вертикално превишение, съпоставени с талвега на реката и вододелните линии на водосборния ѝ басейн. Ерозионният базис на реката отстои на над 1000 метра вертикално превишение спрямо изворните части, което е много висико стойност за мащабите на реката. В целия този участък реката носи името Селченска река. При излизането си от планината при град Мъглиж образува голям наносен конус и навлиза в Казанлшкото поле, където долината ѝ става много плитка и почти незабележима. Влива отляво в река Тунджа на 304 m н.в., на 600 m северозападно от село Ягода. Площта на водосборния ѝ басейн възлиза на 91 km2, което представлява 1,08% от водосборния басейн на река Тунджа.
– Габровщица (ляв);
– Патрокия (ляв);
– Ветренска река (26 km, ляв). Тя извира под името Кръстецка река на 1106 m н.в. в Тревненска планина, на 1,7 km югозападно от гара Кръстец в община Трявна. До гарата тече на североизток и изток, след което завива на юг и югоизток и до изхода си от Стара планина долината ѝ е много дълбока и силно залесена. На 1,4 km североизточно от гара Дъбово излиза от планината, като образува голям наносен конус и навлиза в Казанлъшкото поле, където долината ѝ става много плитка и почти незабележима, като тази на Мъглижка река. Влива се отляво в река Тунджа на 281 m н.в., на 1,4 km източно от село Зимница. Между селата Борущица и Радунци се нарича Борущенска река, а след това до изхода си от планината – Поповска река. Площта на водосборния ѝ басейн възлиза на 123 km2, което представлява 1,46% от водосборния басейн на река Тунджа.

## Население

### Етнически състав (2011)
Численост и дял на етническите групи според преброяването на населението през 2011 г.:
|                     | Численост | Дял (в %) |
| Общо                | 10 180    | 100,00    |
| Българи             | 6274      | 61,63     |
| Турци               | 323       | 3,17      |
| Цигани              | 2975      | 29,22     |
| Други               | 109       | 1,07      |
| Не се самоопределят | 52        | 0,51      |
| Неотговорили        | 447       | 4,39      |

### Движение на населението (1934 – 2021)
| Община Мъглиж                                 | Община Мъглиж | Община Мъглиж | Община Мъглиж | Община Мъглиж | Община Мъглиж | Община Мъглиж | Община Мъглиж | Община Мъглиж | Община Мъглиж | Община Мъглиж | Община Мъглиж |
| --------------------------------------------- | ------------- | ------------- | ------------- | ------------- | ------------- | ------------- | ------------- | ------------- | ------------- | ------------- | ------------- |
| Година                                        | 1934          | 1946          | 1956          | 1965          | 1975          | 1985          | 1992          | 2001          | 2011          | 2021          |               |
| Население                                     | 15949         | 15958         | 16082         | 16186         | 15618         | 14078         | 13777         | 12973         | 10180         | 9992          |               |
| Източници: Национален Статистически Институт, |               |               |               |               |               |               |               |               |               |               |               |

### Населени места
Общината има 15 населени места с общо население от 9992 жители към 7 септември 2021 г.
| Населено място | Население (2021 г.) | Площ на землището km2 | Забележка (старо име)              | Населено място | Население (2021 г.) | Площ на землището km2 | Забележка (старо име)                                |
| -------------- | ------------------- | --------------------- | ---------------------------------- | -------------- | ------------------- | --------------------- | ---------------------------------------------------- |
| Борущица       | 37                  | 44,964                |                                    | Селце          | 9                   | 59,730                |                                                      |
| Бънзарето      | -                   | -                     | Бънзарито, в з-щето на с. Борущица | Сливито        | 27                  | 25,312                |                                                      |
| Ветрен         | 980                 | 30,731                | Лаханлии                           | Тулово         | 1341                | 14,215                |                                                      |
| Дъбово         | 1164                | 66,680                | Яйканлии                           | Шаново         | 395                 | 29,719                | Козбуджа, Оряхово                                    |
| Държавен       | -                   | -                     | Чифлика, в з-щето на с. Борущица   | Юлиево         | 543                 | 12,002                | Долно Софуларе, Долни Мъдреци, Юлиев                 |
| Зимница        | 731                 | 14,123                | Къшлата                            | Яворовец       | 7                   | -                     | Долап махле, Поповци, Явровец, в з-щето на с. Дъбово |
| Мъглиж         | 3058                | 73,923                |                                    | Ягода          | 1687                | 17,485                | Чанакчии, Горно Паничерево                           |
| Радунци        | 13                  | -                     | в з-щето на с. Дъбово              | ОБЩО           | 9992                | 388,884               | 4 населени места са без без землища                  |

## Административно-териториални промени
- Указ № 462/обн. 21.12.1906 г. – преименува с. Лаханлии на с. Ветрен;

– преименува с. Долно Софуларе на с. Долни Мъдреци;
– преименува с. Яйканлии на с. Дъбово;
– преименува м. Чифлика на м. Държавен;
– преименува с. Козлуджа на с. Оряхово;
– преименува с. Чанакчии на с. Горно Паничерево;
- МЗ № 2820/обн. 14.08.1934 г. – преименува с. Къшлата (Къшле) на с. Зимница;
- МЗ № 1689/обн. 27.09.1937 г. – преименува с. Долап махле (Поповци) на с. Явровец;
- Указ № 949/обн. 08.12.1949 г. – преименува с. Оряхово на с. Шаново;
- Указ № 448/обн. 06.09.1950 г. – преименува с. Горно Паничерево на с. Ягода;
- Указ № 47/обн. 09.02.1951 г. – преименува с. Долни Мъдреци на с. Юлиев;
- Указ № 513/обн. 24.11.1959 г. – признава н.м. Радунците (от с. Яворовец) за отделно населено място – с. Радунци;
- Указ № 960/обн. 4 януари 1966 г. – уточнява името на м. Бънзарито на м. Бънзарето;

– уточнява името на с. Юлиев на с. Юлиево;
– осъвременява името на с. Явровец на с. Яворовец;
- Указ № 829/обн. 29.08.1969 г. – признава с. Мъглиж за гр. Мъглиж;
- На основание §7 (т.3) от Закона за административно-териториалното устройство на Република България (ДВ, бр. 63/1995 г.) всички махали, колиби, гари, минни и промишлени селища придобиват статут на села;
- Указ № 310/обн. 05.08.1997 г. – отделя гр. Гурково и селата Димовци, Конаре, Лява река, Паничерево и Пчелиново и техните землища от община Мъглиж и създава нова община Гурково с административен център гр. Гурково;
- Указ № 400/обн. 23.09.1997 г. – отделя селата Брестова, Дворище, Жерговец, Жълтопоп и Златирът от община Мъглиж и ги присъединява към новосъздадената община Гурково;
- Указ № 3/обн. 8 януари 1998 г. – отделя гр. Николаево и селата Едрево, Елхово и Нова махала и техните землища от община Мъглиж и създава нова община Николаево с административен център гр. Николаево.

## Транспорт
През общината преминават два участъка от Железопътната мрежа на България с обща дължина 56,1 km.
- През средата на общината, от запад на изток, на протежение от 21,6 km – участък от трасето на жп линията София – Карлово – Бургас;
- През средата на общината, от север на юг, на протежение от 34,5 km – участък от трасето на жп линията Русе – Горна Оряховица – Стара Загора – Димитровград – Подкова.

През общината преминават частично 4 пътя от Републиканската пътна мрежа на България с обща дължина 75,7 km:
- участък от 11,4 km от Републикански път I-5 (от km 203,8 до km 215,2);
- участък от 20,9 km от Републикански път I-6 (от km 331 до km 351,9);
- началният участък от 25,7 km от Републикански път III-609 (от km 0 до km 25,7);
- началният участък от 17,7 km от Републикански път III-5007 (от km 0 до km 17,7).

## Топографска карта
- Лист от карта K-35-39. Мащаб: 1 : 100 000.
- Лист от карта K-35-40. Мащаб: 1 : 100 000.
- Лист от карта K-35-52. Мащаб: 1 : 100 000.